# WISE 1506+7027
WISEPC J150649.97+702736.0 (verkort; WISE 1506+7027 of WISE J1506+7027) is een bruine dwerg van spectraalklasse van T6. Het object bevindt zich op 16,82 lichtjaar van de zon. Het is een van de dichtstbijzijnde bekende bruine dwergen en is in 2011 ontdekt door J. Davy Kirkpatrick et al. met behulp van de WISE infraroodruimtetelescoop.